# Kathleen Arc
Kathleen Arc (* 15. Dezember 1939 in Los Angeles, Kalifornien als Kathleen Louise Doyle; † 22. Mai 2006 in Santa Fe, New Mexico) war eine US-amerikanische Schauspielerin.

## Leben
Arc wurde auf den Namen Kathleen Louise Doyle getauft. Sie begann ihre Schauspielkarriere in den späten 1970er Jahren und war anschließend als Autorin, Sängerin und Schauspielerin aktiv. Sie trat unter anderem in den Fernsehfilmen Mary White (1977) und Chasing Destiny (2001) auf. Im Jahr 2000 heiratete sie den Bildhauer Milton Hebald (24. Mai 1917–5. Januar 2015). Irene Doyle war ihre Stiefmutter. Am 25. Juni 2006 wurde im Gene Bua Acting for Life Theater eine Gedenkfeier für sie abgehalten. Sie verstarb im St. Vincents Hospital in Santa Fe.

## Filmografie
- 1977: Unerfüllte Träume (Fernsehfilm)
- 1982: Deadly Alliance
- 1992: Working West
- 1994: Chicago Hope (Fernsehserie, 1 Folge)
- 2001: Crazy Love – Hoffnungslos verliebt (Chasing Destiny) (Fernsehfilm)
- 2001: Mitarbeiter des Monats (Employee of the Month)
- 2006: Astronaut Farmer (The Astronaut Farmer)